# Piotr Zelazko
Piotr Zelazko (* 19. Juni 1976 in Lubsko, Polen) ist ein polnischer, römisch-katholischer Geistlicher sowie Patriarchalvikar des Lateinischen Patriarchats von Jerusalem.

## Leben
Piotr Zelazko trat 1997 in das Priesterseminar im Erzbistum Stettin-Cammin ein. Nach seiner Priesterweihe am 31. Mai 2003 war er Kaplan am Dom zu Cammin in Kamień Pomorski. Von 2004 bis 2008 studierte er am Päpstlichen Bibelinstitut in Rom sowie 2005 an der Hebräischen Universität Jerusalem. Von 2008 bis 2012 absolvierte er ein Doktoratsstudium am Studium Biblicum Franciscanum in Jerusalem.
Seit 2012 engagierte er sich für die hebräischsprachigen Katholiken in der Pfarrgemeinschaft in Saint Simeon and Anne in Jerusalem. 2014 übernahm er die Seelsorge für die Pfarrei Saint Abraham in Beʾer Scheva in Israel.
Am 2. Juli 2021 wurde er von dem Patriarchen Pierbattista Pizzaballa OFM zum Patriarchalvikar der hebräischsprachigen Katholiken in Israel ernannt.